# Danske Kvinders konservative Forening
Danske Kvinders konservative Forening (DKKF) var ett danskt kvinnoförbund, bildat 17 juni 1914, som var knutet till Det Konservative Folkeparti (DKF). Förbundet var Danmarks första partipolitiska kvinnoorganisation och bildades som ett led i en strävan att få DKF att framstå som ett modernt parti, till skillnad från föregångaren Højre. Det var från början menat att DKKF skulle vara ett rikstäckande kvinnoförbund, men blev redan 1915 en avdelning av det Köpenhamnsbaserade Den konservative Vælgerforening for Kbh. Bland förbundets kärnfrågor var den kvinnliga rösträtten, som genomfördes i sin helhet 1918, samt försvars- och demokratifrågor. En omfattande studiekrets- och föredragsverksamhet bedrevs för att skola medlemmarna i politiskt deltagande. Många av förbundets medlemmar var också knutna till Danske Kvinders Forsvarsforening, Danske Kvinders Beredskab och Kvindelig Læseforening. Förbundet var även knutet till tidskriften Dansk Kvindeblad.
I samband med att DKF upprättade ett internt kvinnoutskott 1936 minskade DKKF:s betydelse som samlingspunkt för konservativa kvinnor. Under en tid rådde det en viss rivalitet mellan de båda kvinnoförbunden. Bland DKKF:s mer framträdande medlemmar fanns folketingsledamöterna Karen Ankersted och Mathilde Malling Hauschultz.